# Indoescitas
Los indoescitas o sakas (persa medio: Sakā; persa moderno/en pastún: ساکا‎; sánscrito: शक Śaka; griego: Σάκαι; latín: Sacæ;  en chino, 塞; pinyin, Sāi; chino antiguo: *Sək) es un término usado en pahlavi (persa medio) y sánscrito para referirse a pueblos escitas, que constituían un importante contingente de pueblos iraniosorientales organizados en forma de tribus nómadas que poblaban la estepa euroasiática.
El primer rey Saka de la India fue Maues/Moga (siglo I a. C.), que estableció el poder saka en Gandhara, el valle del Indo y otras regiones de los actuales Afganistán, Pakistán y el norte de la India. Los indoescitas extendieron su supremacía por el noroeste del subcontinente, conquistando a los indogriegos y otros reinos locales. Al parecer, los indoescitas fueron subyugados por el Imperio kushana, ya fuera por Kujula Kadphises o Kanishka. Sin embargo, los Saka continuaron gobernando como satrapías, formando los Sátrapas del Norte y Sátrapas Occidentales. El poder de los gobernantes Saka comenzó a declinar en el siglo II d. C. después de que los indoescitas fueran derrotados por el emperador Satavahana Gautamiputra Satakarni.  El dominio indoescita en el subcontinente noroccidental cesó cuando el último sátrapa occidental Rudrasimha III fue derrotado por el emperador Gupta Chandragupta II en 395 d.C. Rudrasimha III fue derrotado por el Gupta emperador Chandragupta II en 395 CE.
La invasión de las regiones septentrionales del subcontinente indio por tribus escitas procedentes de Asia Central, a menudo denominada invasión indoescita, desempeñó un papel importante en la historia del subcontinente, así como en las regiones cercanas. De hecho, la guerra indoescita no es más que un capítulo de los acontecimientos desencadenados por la huida nómada de los centroasiáticos a causa del conflicto con tribus como los xiongnu en el siglo II de nuestra era, que tuvo efectos duraderos en Bactria, Kabul y el subcontinente indio, así como en la lejana Roma, al oeste, y más cerca, al oeste, en Partia.
Antiguos historiadores romanos, entre ellos Arriano y Claudio Ptolomeo, han mencionado que los antiguos sakas ("sakai") eran pueblos nómadas.
Los primeros gobernantes del reino indoescita fueron Maues, hacia 85-60 a. C., y Vonones, hacia 75-65 a. C.

## Historia

### Clasificación según griegos y persas
Los nómadas sakas de Asia Central emigraron al noroeste del subcontinente indio en los siglos II y I a. C. Heródoto (4.1-142) describe la extensión, costumbres y orígenes de varios grupos de escitas (designación para los śakas en las fuentes clásicas occidentales) que ocupaban grandes áreas de las estepas de Asia Central en la periferia norte oriental del mundo griego. Los śakas son conocidos también por las antiguas inscripciones persas del Imperio aqueménida. La inscripción de Naqs-i-Rustam de Darío I distingue tres grupos de sakas:
1. Saka Tigraxauda: "Sakas que visten sombrero en punta" que aparecen retratados en una escultura de Behistun y son descritos por Heródoto (7.64) como "vestidos con pantalones" y llevando "sobre sus cabezas altos sombreros rígidos que acaban en punta”, estos sakas vivían entre el mar Caspio y el río Jaxartes (Syr Daria);
2. Saka Haumavarga: Los sakas "bebedores de hauma" o "preparadores de hauma" (el hauma es un tipo de bebida alcohólica) identificados con los escitas amyrgian de las fuentes griegas, posiblemente situados en el suroeste de la provincia iraniana de Drangiana, que más tarde sería conocida como Sakastán o Seistán;
3. Saka Paradraya: Sakas "al otro lado del mar" que probablemente vivieron en el norte del mar Negro y en las estepas rusas, aunque algunos grupos llegaron hasta el valle del Danubio en Europa central, Siria y la alta Mesopotamia.

## Asentamiento en Sakastán

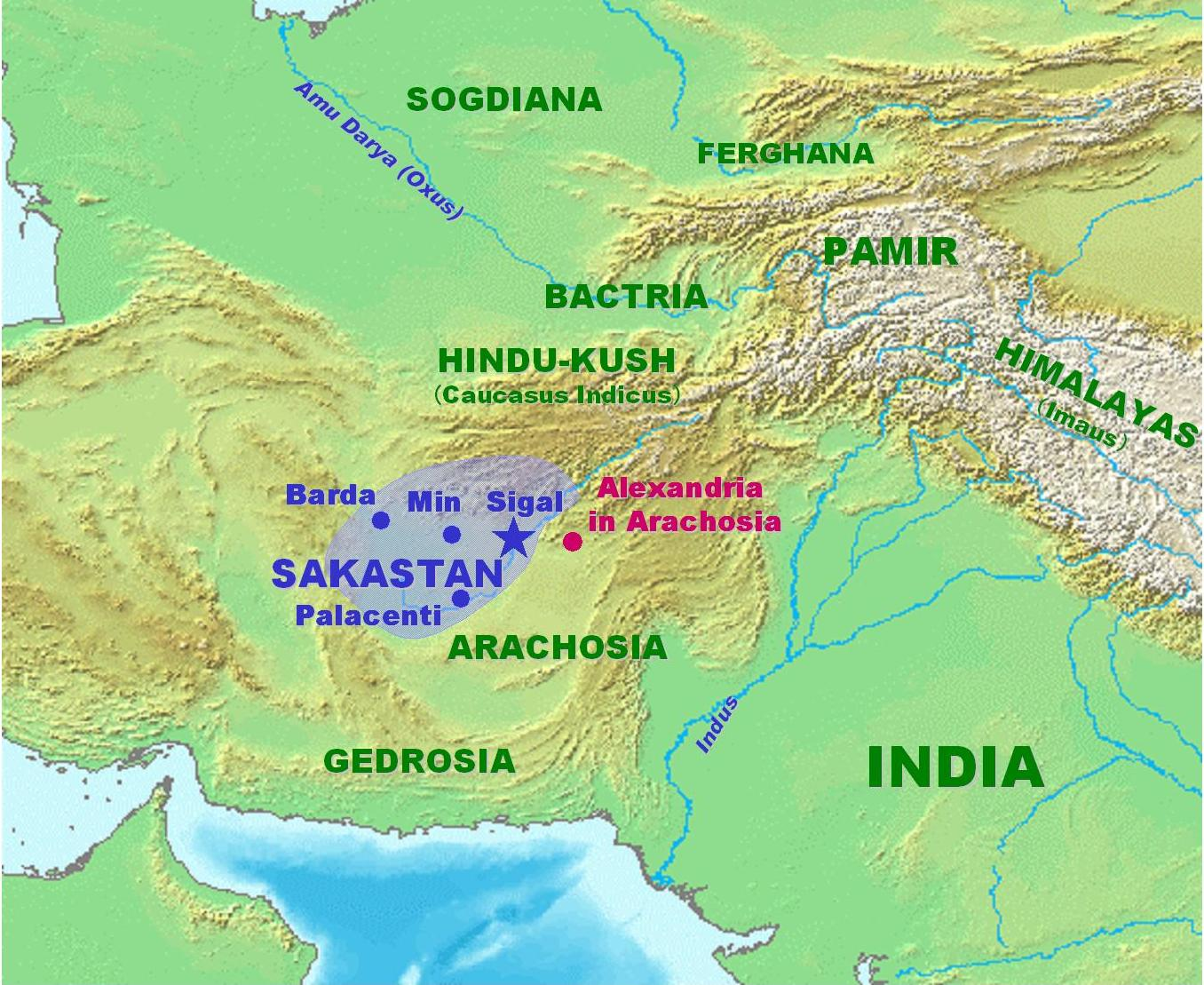
Mapa de Sakastan alrededor del año 100 a. C.